# Vladimir Chkourikhine
Vladimir Petrovitch Chkourikhine (en russe : Влади́мир Петро́вич Шкури́хин) est un joueur puis entraîneur soviétique puis russe de volley-ball, né le 26 juillet 1958 à Ijevsk (Oudmourtie, alors en URSS) et mort le 25 novembre 2017,. 

## Biographie
Vladimir Chkourikhine mesure 2,01 m et jouait attaquant. Il fut international soviétique.

## Clubs
| Club                  | De        | À         |
| --------------------- | --------- | --------- |
| CSKA Moscou           | 1975-1976 | 1975-1976 |
| SKA Rostov-sur-le-Don | 1976-1977 | 1976-1977 |
| Dinamo Moscou         | 1977-1978 | 1991-1992 |
|                       | 1992-1993 |           |

## Palmarès
- Jeux olympiques
  - Finaliste : 1988
- Championnat du monde (1)
  - Vainqueur : 1982
  - Finaliste : 1986
- Coupe du monde (1)
  - Vainqueur : 1981
  - Finaliste : 1985
- Championnat d'Europe (4)
  - Vainqueur : 1981, 1983, 1985, 1987
- Coupe des Coupes (1)
  - Vainqueur : 1985
- Championnat d'URSS (1)
  - Vainqueur : 1976
  - Finaliste : 1984, 1985, 1988, 1989